# Microdon browni
Microdon browni är en tvåvingeart som beskrevs av Thompson 1968. Microdon browni ingår i släktet myrblomflugor, och familjen blomflugor. Inga underarter finns listade i Catalogue of Life.